# RMS Orizaba
El RMS Orizaba fue un buque del Royal Mail Ship que naufragó frente a Rockingham, Australia Occidental, el 16 de febrero de 1905. En su aproximación a Fremantle, una niebla de humo de un incendio forestal oscurecía la costa y el capitán se desorientó. El buque encalló a 6,1 metros de profundidad en Five Fathom Bank, al oeste de Garden Island.
Las 160 personas a bordo fueron evacuadas sanas y salvas. Es uno de los barcos más grandes que han naufragado en aguas australianas.
En 2014, el pecio del naufragio seguía utilizándose como lugar de buceo.

## Galería

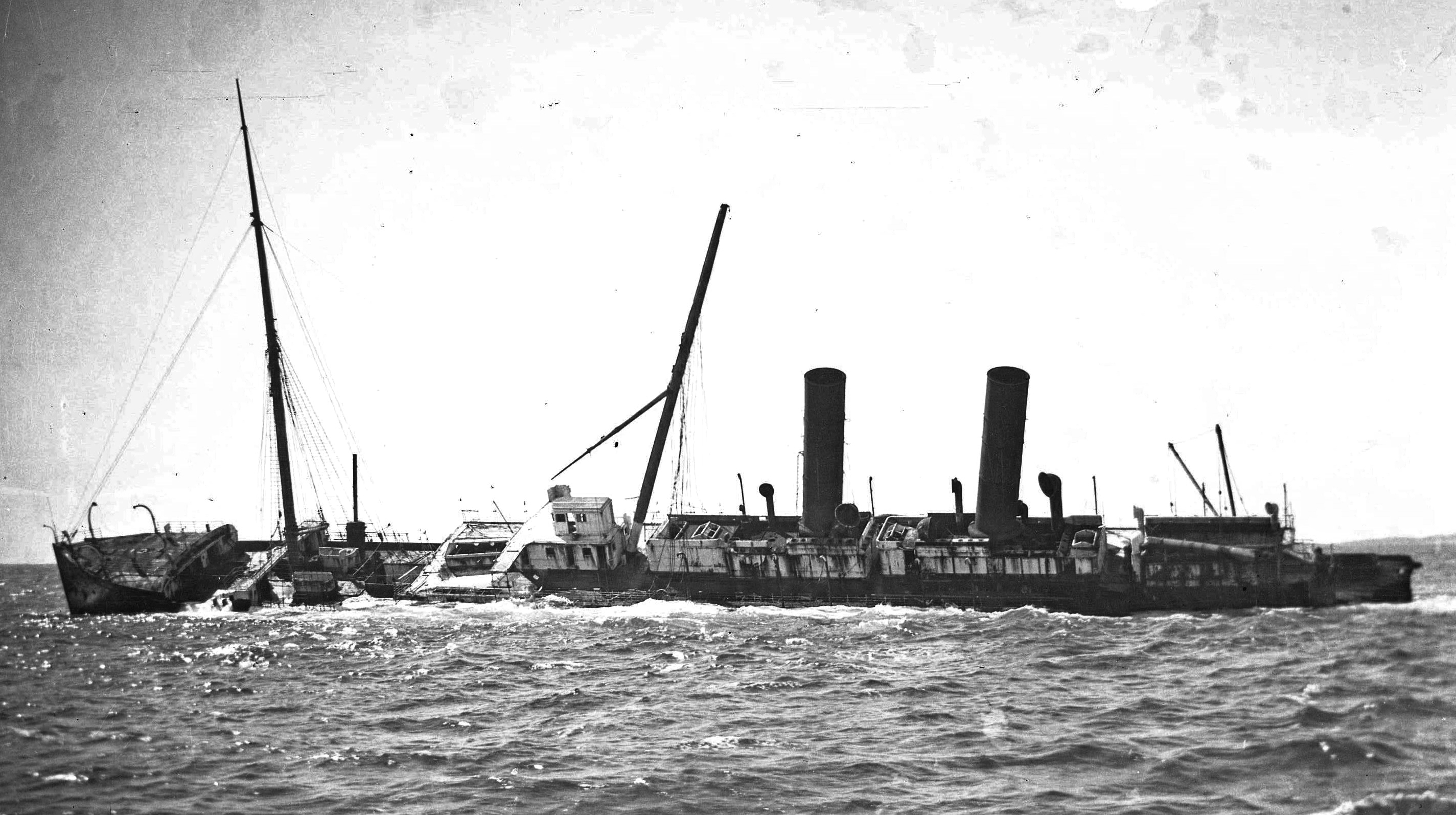
El naufragio, en torno a 1910.
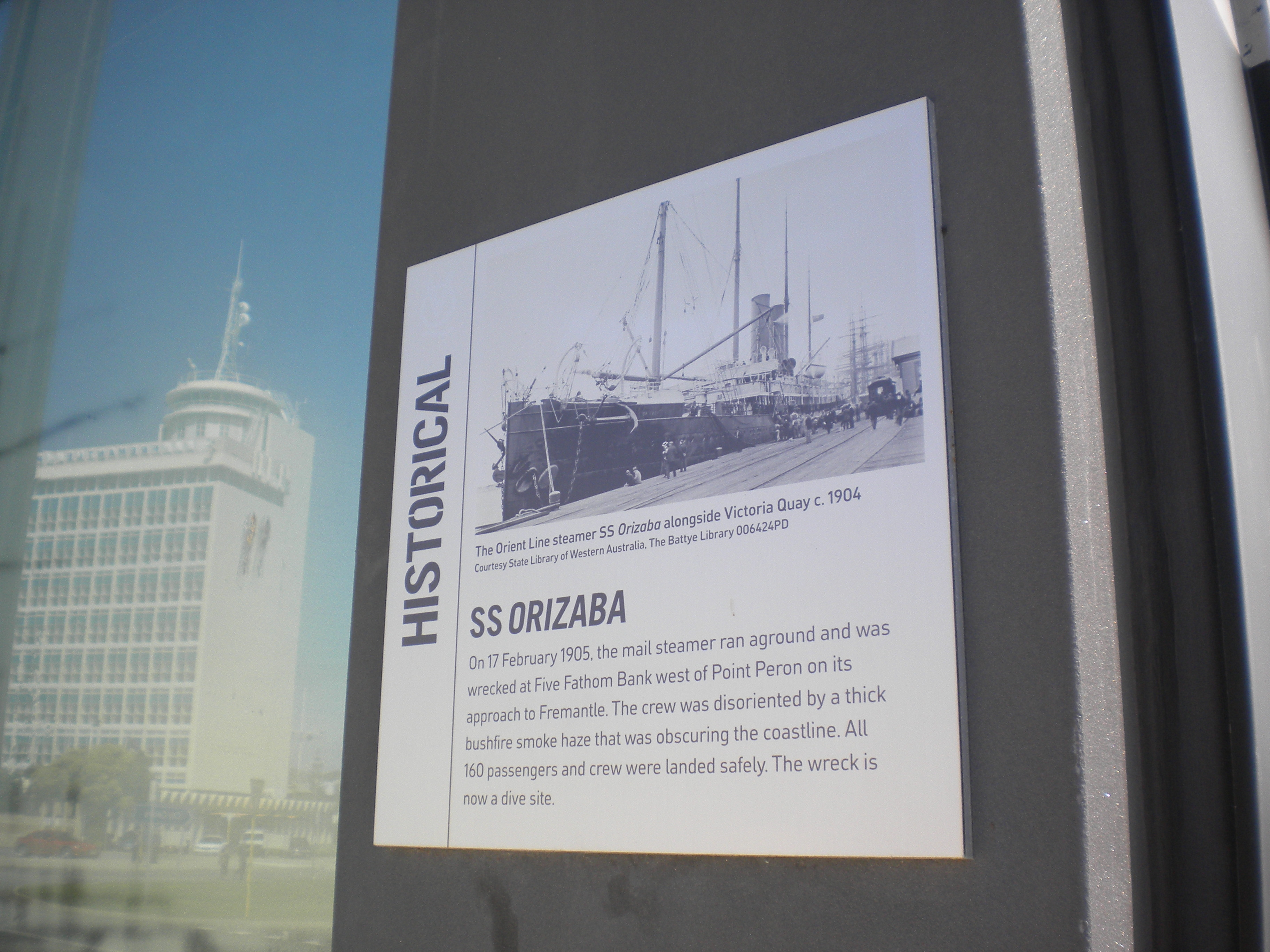
Placa informativa del puerto de Fremantle.